# Felicitas Woll
Felicitas Woll (n. 20 ianuarie 1980, Homberg (Efze)) este o actriță germană. Ea a devenit cunoscută prin serialul Berlin, Berlin transmis pe postul ARD și prin filmul Dresden (Dresda).

## Date biografice
Felicitas Woll a copilărit în Harbshausen (Vöhl). Ea a început o școală de asistente medicale, dar a fost descoperită prin întâmplare de Frank Oliver Schulz. Felicitas a jucat timp de 3 ani în filmul serial comic "Die Camper". Ea poate cânta la pian, ghitară, la tobă sau ca solistă. Urmează să joace în continuare în filme ca: serialele "Für alle Fälle Stefanie", "Hamann-Spezial", "True Love Is Invisible", "Die Nesthocker" și "Mädchen, Mädchen".
Dar cel mai mare succes îl obține prin filmul "Berlin, Berlin" pentru care este distinsă în 2002 cu premiul Adolf-Grimme iar în 2004 cu Premiul Emmy și cu "Trandafirul de Aur din Lucerna".
În 2004 în filmul "Dresda" joacă rolul unei sore medicale tinere din Dresda, care se îndrăgostește de un pilot britanic, care s-a prăbușit cu avionul în timpul bombardării de către aliați, a orașului Dresda. În februarie 2006 naște o fetiță. Felicitas Woll este angajată în acțiunea de ajutorare a bolnavilor de Down-Syndrom (Trisomie 21).

## Filmografie
- 1998–2000: Die Camper
- 1999: Hamann
- 1999–2000: Die Nesthocker – Familie zu verschenken
- 1999–2000: True love is invisible
- 2000: Für alle Fälle Stefanie
- 2001: Mädchen, Mädchen
- 2002–2005: Berlin, Berlin
- 2002: Dr. Sommerfeld – Neues vom Bülowbogen (Gastauftritt)
- 2002: Inshallah – Club der Träume
- 2002: Tatort (actor ocazional)
- 2004: Abgefahren – Mit Vollgas in die Liebe
- 2004: Die Unglaublichen (The Incredibles) (dublaj)
- 2005: Dresden
- 2006: Eine Krone für Isabell
- 2006: Zwei Engel für Amor (ocazional)
- 2007: Schillerstraße ("Der zweite Frühling")
- 2007: Sesamstraße
- 2007: Pro 7- bzw. ORF-Märchenstunde
- 2007: Zwei Wochen Chef
- 2008: Wir sind das Volk – Liebe kennt keine Grenzen
- 2008: König Drosselbart
- 2009: Kinder des Sturms
- 2009: Liebe Mauer
- 2010: Küss dich reich
- 2010: Bei manchen Männern hilft nur Voodoo
- 2010: Katie Fforde: Glücksboten, Rolle: Perdita Dylan
- 2010: Vater Morgana, Regie Till Endemann
- 2011: Carl & Bertha, Regie Till Endemann